# محمدرضا اسماعیلی مقدم
محمدرضا اسماعیلی مقدم (زادهٔ ۱۳۳۰ در قم) نمایندهٔ حوزهٔ انتخابیهٔ قم در دورهٔ ششم مجلس شورای اسلامی ، دانش‌آموخته لیسانس شیمی بوده‌است.